# Быченское сельское поселение
Быченское сельское поселение или муниципальное образование «Быченское» — упразднённое муниципальное образование со статусом сельского поселения в Мезенском муниципальном районе Архангельской области Российской Федерации.
Соответствует административно-территориальным единицам в Мезенском районе — Быченскому сельсовету, Мосеевскому сельсовету (с центром в деревне Мосеево) и Ёлкинскому сельсовету (с центром в деревне Сафоново).
Административный центр — деревня Бычье.

## География
Быченское сельское поселение находится в восточной части Мезенского муниципального района, на берегах рек Пёза, Мосеевская Палуга, Мосеевский Выжлец, Солосора, Четверть Виска, Пёша, Орловец, Мундюга, Грубышка, Верхняя Урдюга.

## История
Муниципальное образование было образовано в 2004 году.
1 июня 2016 года (Законом Архангельской области от 26 октября 2015 года № 346-20-ОЗ), Мосеевское и Сафоновское сельские поселения были упразднены и влиты в Быченское сельское поселение с административным центром в деревне Бычье.

## Население
| 2010 | 2011 | 2012 | 2013 | 2014 | 2015 |
| ---- | ---- | ---- | ---- | ---- | ---- |
| 371  | ↘368 | ↘363 | ↘335 | ↘326 | ↘299 |
| 2016 | 2017 | 2018 | 2019 | 2020 | 2021 |
| ↘285 | ↗476 | ↘450 | ↘415 | ↘394 | ↗420 |

## Состав сельского поселения
В состав сельского поселения входят населённые пункты:
| № | Населённый пункт | Тип населённого пункта          | Население |
| - | ---------------- | ------------------------------- | --------- |
| 1 | Баковская        | деревня                         | ↗33       |
| 2 | Бычье            | деревня, административный центр | ↗507      |
| 3 | Езевец           | деревня                         | ↗54       |
| 4 | Ёлкино           | деревня                         | ↗26       |
| 5 | Калино           | деревня                         | ↗45       |
| 6 | Лобан            | деревня                         | ↗6        |
| 7 | Мосеево          | деревня                         | ↗79       |
| 8 | Сафоново         | деревня                         | ↗149      |